# 용혈수
용혈수(Dracaena draco)는 북아프리카 테네리페 섬에서 자생하는 식물이다. 보통 나무로 알려져 있지만 실제로는 나무가 아니어서 줄기는 수많은 헛물관으로 이뤄져 있다. 한 줄기에서 뻗은 수천개의 갈고리 모양의 가지 끝에 유카의 뾰족한 잎과 같은 잎들이 달려 성장한다. 용혈수(龍血樹)라는 이름은 이 식물의 진액이 붉어 피와 같이 보이기 때문에 붙은 이름이다.

## 생장
용혈수는 건조지대에서 독립적으로 성장하며 연간 강수량 10mm 만 되더라도 생존이 가능하다. 용혈수의 크기는 최대 10m 정도에 높이 18m 정도까지 성장할 수 있다. 수명은 약 600년 정도 될 것으로 보인다.

## 기타
용혈수에 대한 기록은 오로타바의 나무를 훔볼트(Baron von Humboldt)가 1809년에 제작하여 발표한 목판화에서 출발한다.